# Dota 2
Pour les articles homonymes, voir Dota (homonymie).
Dota 2 est un jeu vidéo de type arène de bataille en ligne multijoueur développé et édité par Valve Corporation avec l'aide de certains des créateurs du jeu d'origine : Defense of the Ancients, un mod de carte personnalisée pour le jeu de stratégie en temps réel Warcraft III: Reign of Chaos et son extension Warcraft III: The Frozen Throne. Le jeu est sorti en juillet 2013 sur Microsoft Windows, OS X et Linux mettant fin à une phase bêta commencée en 2011. Il est disponible exclusivement sur la plateforme de jeu en ligne Steam.
Dota 2 se joue en matches indépendants opposant deux équipes de cinq joueurs, chacune possédant une base située en coin de carte contenant un bâtiment appelé l'« Ancient », dont la destruction mène à la victoire de l'équipe ennemie. Chaque joueur contrôle un « Héros » et est amené à accumuler de l’expérience, gagner de l'or, s'équiper d'objets et combattre l'équipe ennemie pour parvenir à la victoire.
Le développement de Dota 2 commence en 2009, lorsque Valve embauche IceFrog, programmeur principal de Defense of the Ancients. Le jeu reçoit de très bonnes critiques à sa sortie dues à son système de jeu gratifiant, sa production de qualité et sa fidélité au mod originel. Il fut néanmoins critiqué pour sa courbe d'apprentissage raide et sa communauté peu accueillante. Dota 2 a longtemps été le jeu le plus joué sur Steam, avec des pics quotidiens de plus de 900 000 joueurs connectés en même temps, ainsi que plus de 13 000 000 de joueurs mensuels.

## Système de jeu
Dota 2 reprend les personnages et factions du mod originel Defense of the Ancients ainsi que les mécanismes généraux du jeu. Comme la majorité des arènes de bataille en ligne multijoueur, Dota 2 se joue dans un environnement en trois dimensions, présenté depuis un point de vue en plongée, chaque match se jouant sur la même carte de jeu. Deux équipes, le Radiant et le Dire, composées de 5 joueurs, chacun contrôlant un héros, s'y opposent dans l'objectif final de détruire la structure majeure de la base ennemie, appelée l'« Ancient ».

### Carte de jeu
La carte est constituée de deux parties séparées par une rivière, la partie inférieure gauche étant détenue par le Radiant, la partie supérieure droite par le Dire. Chacune des équipes détient une base à partir de laquelle divergent trois voies (ou lanes) structurant la carte.
Chacune de ces lanes est défendue par trois tours qu'il est nécessaire de détruire afin d'accéder à la base ennemie et à l'Ancient dont la destruction constitue l'objectif final du jeu. Celui-ci est défendu par une dernière paire de tours ; elles doivent toutes les deux être détruites pour pouvoir attaquer l'Ancient, et il faut avoir détruit au moins une des tours aux abords de la base afin de pouvoir endommager les tours de l'Ancient.
Chaque match est rythmé par l'apparition régulière de sbires (ou creeps) à la base de l'équipe pour laquelle ils combattent, toutes les 30 secondes. Ces creeps avancent sur chacune des lanes, attaquant automatiquement les unités et structures ennemies qu'ils rencontrent. Ils ne sont pas contrôlés par les joueurs.
En dehors des lanes se trouvent les bois (ou jungle) structurés en plusieurs camps, habités par des créatures neutres, sans alliance, mais hostiles aux intrus, qui réapparaissent chaque minute si le camp est vide. Ces créatures constituent une source alternative d'or et d'expérience en dehors des lanes. Dans un coin de la carte se trouve Roshan, un creep neutre imposant très difficile à tuer. Il offre une récompense de taille s'il est vaincu : le joueur qui ramassera son "Aegis of Immortality" aura une deuxième vie et réapparaitra sur place s'il est tué dans les cinq minutes que durent l'Aegis. Les défaites suivantes de Roshan offrent également des récompenses supplémentaires, qui deviennent progressivement plus importantes de par leur puissance.
Des magasins dédiés à l'achat d'objets sont également présents sur la carte : un situé dans chacune des bases, dans la fontaine de chaque équipe, et une échoppe secrète (en anglais : secret shop) dans chacune des jungles. Un coursier est à la disposition de chaque joueur pour lui livrer les objets que les joueurs achètent. Cependant, il peut être tué par l'équipe adverse, donnant à chacun de ses joueurs une récompense d'or assez importante.

### Héros
Chaque joueur est amené au début d'un match à choisir un héros parmi les 124 disponibles, deux joueurs ne pouvant pas choisir le même héros. Chaque héros est caractérisé par ses sorts (4 pour la plupart), ses attributs et son type d'attaque (mêlée, ou à portée).
Chaque héros commence le match au niveau 1, et peut évoluer jusqu'au niveau 30 en accumulant de l’expérience, obtenue en éliminant les unités et héros ennemis. À chaque niveau, un point de compétence est débloqué, et les attributs du héros s'améliorent. La Force, l'Agilité et l'Intelligence sont ces trois attributs numériques qui influencent des caractéristiques telles que le nombre de points de vie, le pourcentage de dégâts ennemis bloqués, ou encore la régénération passive. Ces attributs augmentent à chaque niveau, selon le héros ; certains gagnent plus de points d'Intelligence par niveau, d'autres gagnent plus de Force ou d'Agilité, et certains ont un gain plus réparti. Avec chaque point de compétence, le joueur peut choisir d'apprendre et d'améliorer un de ses sorts, ou bien de choisir un talent parmi deux possibles aux niveaux 10, 15, 20 et 25, chaque arbre de talents étant spécifique à chaque héros. Les talents peuvent être passifs, ou apporter une modification à un de ses sorts.
Tous les héros sont dotés d'une attaque, qui peut être de mêlée ou à portée. La distance de cette portée diffère selon le héros. La puissance de ces attaques est fonction de l'attribut principal du héros : par exemple, un héros dont l'attribut principal est l'Agilité fera un point de dégât supplémentaire pour chaque point dans cet attribut.
Les héros disposent de points de vie et de mana, représentés sous forme de jauges dans la partie inférieure de l'écran. Lorsque le héros n'a plus de points de vie, il meurt et réapparaît après un certain temps à sa base, près de la fontaine. Le temps de réapparition est fonction du niveau : de 6 secondes au niveau 1, cette durée peut atteindre 1 minute 40 au niveau 25. Le mana est la ressource permettant au joueur d'utiliser ses sorts, ayant un coût différent selon le sort et son niveau. L'utilisation des fonctionnalités actives de certains objets requiert aussi du mana. La fontaine permet aux joueurs de se régénérer rapidement.

### Objets
Au cours de la partie, les joueurs accumulent de l'or ; en éliminant des creeps (il faut avoir porté le coup fatal pour obtenir l'or), en tuant des ennemis, assistant ses coéquipiers ou en détruisant les structures et wards adverses. Cet or permet au joueur d'acquérir des objets afin de donner à son héros de nouvelles capacités, d'augmenter ses attributs, ou influencer ses caractéristiques.
L'inventaire des héros peut contenir six objets. Certains peuvent être combinés entre eux afin de former un nouvel objet plus puissant ou polyvalent. Les joueurs disposent aussi d'un sac à dos qui peut contenir trois objets supplémentaires, mais dont les effets passifs sont désactivés, et qui ne peuvent pas être utilisés ; pour cela, il faut obligatoirement les mettre dans un des six espaces principaux, l'échange prenant six secondes à s'effectuer.
Certains objets sont consommables : ils sont détruits lors de leur utilisation. Par exemple, consommer une "clarity" régènere le mana du héros. Il est également possible de revendre les objets déjà acquis pour la moitié de leur coût initial, ou bien, dans certains cas, de les détruire ou les désassembler afin d'utiliser certains de leurs composants pour créer d'autres objets.

## Développement
En 2009, le studio annonçait avoir recruté le développeur du mod issu de Warcraft III: The Frozen Throne sans donner de détail supplémentaire, le studio annonce en octobre 2010 qu'il travaille sur Dota 2.
Le 1er août 2011, Valve annonce le premier tournoi officiel de Dota 2, nommé The International, qui s'est déroule lors de la Gamescom du 17 au 21 août 2011 avec les seize meilleures équipes mondiales de DotA. Le tournoi a offert un prix d'un total de 1,6 million de dollars, dont 1 million pour l'équipe victorieuse.L'équipe Na'Vi (Natus Vincere) remporta ce premier tournoi international.
Le 11 août 2013, alors que la 3e édition de l’évènement se déroulait pour la deuxième année consécutive au Benaroya Hall de Seattle, l'équipe Alliance remporte le tournoi ainsi que le plus gros prix en argent de l'histoire de l'e-sport. Elle engrange un peu plus d'1,4 million de dollars.
En juillet 2014, la 4e édition se déroule à la KeyArena de Seattle et offre à nouveau le plus gros prix en argent pour une compétition d'e-sport avec plus de 10,9 millions de dollars. La finale oppose les 2 équipes chinoises NewBee et Vici Gaming. NewBee l'emporte 3 à 1 et gagne les 5 millions de dollars attribués à la 1re place. Le podium est complété par l'équipe Nord-Américaine Evil Geniuses.
Lors du développement du jeu, le studio a eu plusieurs problèmes dus aux droits d'auteur : Blizzard, Riot et Valve se battaient pour le nom Dota et durant un procès, ce fut finalement Valve qui l'emporta.

## Lancement du jeu
Après une bêta fermée où Dota 2 ouvre progressivement ses portes aux nouveaux joueurs par le biais d'invitations régulières de Valve, le jeu a connu une sortie surprise le 9 juillet 2013.

## E-sport[8]
Pour s'assurer qu'une quantité suffisante de joueurs s'intéressent à Dota 2, Valve patronne 16 équipes et les fait concourir au premier International pour un million de dollars US en prix, en 2011. Pour cette édition, c'est l'équipe ukrainienne Natus Vincere qui l'emporte. Par la suite, The International devient un évènement régulier se déroulant chaque année à Seattle, Washington, États-Unis.
En 2012, le tournoi se déroule durant le Penny Arcade Expo et c'est l'équipe chinoise Invictus Gaming qui gagne contre les anciens champions, Natus Vincere.
En 2013, la valeur totale des prix atteint 2,8 millions de dollars, détrônant League of Legends pour la première place du plus grand prix d'e-sport. The International 2013 est gagné par l'équipe suédoise Alliance, au cours d'une finale haletante (les cinq matches de la finale devant être joués avant de déterminer un vainqueur, ce qui restera unique dans un Major Dota 2 jusqu'à la victoire d'OG contre Virtus.pro lors de la finale du Major de Kiev en avril 2017.). Le prix pour la première place est de 1,4 million USD.
En 2014, Dota 2 bat une nouvelle fois son record du plus grand prix d'e-sport en élevant les gains à presque 11 millions de dollars, une somme alors faramineuse, atteinte en grande partie grâce à la mise en place grâce aux achats du Compendium, un grimoire qui débloque des objets cosmétiques pour le jeu à l'aide d'un système de niveau à atteindre. L'équipe chinoise Newbee remportera cette édition face à une autre équipe originaire de Chine, Vici Gaming, s'octroyant par conséquent quasiment 5 millions de dollars pour la première place.
En 2015, l'équipe américaine Evil Geniuses remporte la victoire contre l'équipe chinoise CDEC, gagnant ainsi presque 7 millions de dollars pour un prize pool total de plus de 18 millions de dollars, un nouveau record établi encore une fois grâce au Compendium.
Après cet évènement, Valve annonce la sortie d'un système de tournois majeurs, "The Majors", qui consistent à un tournoi principal par saison. Le premier étant The International, à Seattle, le second à Francfort-sur-le-Main, Shanghai pour le 3e et Manille pour la saison printanière. Chacun de ces tournois a un Prize Pool de trois millions séparés entre les seize équipes, sauf The International qui a une contribution de 1,600,000 USD par valve, et le reste est accumulé lors de la vente de Battle Pass et d'objets de l'international. 25 % de chacune des ventes de The International vont dans le Prize Pool.
Les champions de The International 2016 sont Wings Gaming comportant les joueurs Chu “Shadow” Zeyu, Zhou “跳刀跳刀丶Blink” Yang, Zhang “Faith＿bian” Ruida, Zhang “y丶” Yiping, et Li “iceice” Peng.
En 2017, l'équipe américano-hollandaise de Team Liquid remporte le tournoi The International 2017. Les joueurs se partagent plus de 10 millions USD sur une cagnotte totale de plus de 24 millions USD. Le capitaine de l'équipe, Kuro “KuroKy” Salehi Takhasomi, devient alors le joueur professionnel ayant gagné le plus d'argent en compétition e-sport de l'histoire.
En 2018, l’équipe OG remporte à Vancouver, la 8e édition du tournoi, trois manches à deux face à l’équipe PSG.LGD. 25,4 millions de dollars sont alors en jeu dont plus de 11 millions pour l’équipe gagnante. Sébastien "Ceb" Debs, joueur français, devient le premier français à gagner The International.
Pour la 9ème édition de The International du 20 août 2019 à Shanghai, la cagnotte dépasse les 30 millions de dollars. OG remporte à nouveau le tournoi et devient la première équipe de l'histoire à gagner deux International.
La 10e édition est censée se célébrer en août 2020 mais en raison de la pandémie de Covid-19 le tournoi est reporté jusqu'en 2021. Valve programme The International en août 2021 à Stockholm et annonce une cagnotte de 40 millions de dollars. En juillet, le tournoi est à nouveau reporté dû à des difficultés logistiques liées à l'entrée des joueurs en Suède. Une nouvelle date et une nouvelle ville hôte sont annoncées : octobre 2021 à Bucarest. Cette édition est remportée par Team Spirit, équipe russo-ukrainienne.
C'est à Singapour, en octobre 2022 que se déroule la 11ème édition de The International, pour une cagnotte totale de 18,9 millions de dollars. L'équipe européenne Tundra Esports remportera cette édition.
Dans la liste des joueurs d'e-sport les mieux récompensés, tous jeux confondus, 37 des 40 premiers en 2023 sont des joueurs de Dota 2.